# Matera (provins)
Matera är en provins i regionen Basilicata i Italien. Matera är huvudort i provinsen. Provinsen etablerades 1927 när den bröts ut ur provinsen Potenza.

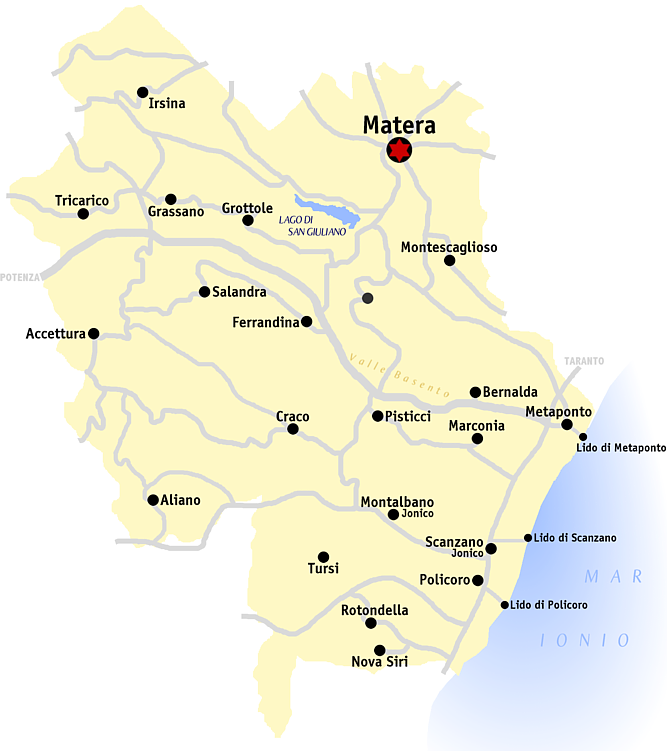
Karta över provinsen

## Världsarv i provinsen
- Sassi di Matera världsarv sedan 1993.

## Administration
Provinsen Matera är indelad i 31 comuni (kommuner). Alla kommuner finns i lista över kommuner i provinsen Matera.